# Mago Ike
Mago Ike är en sjö i Antarktis. Den ligger i Östantarktis. Norge gör anspråk på området. Mago Ike ligger 7 meter över havet. Den ligger vid sjöarna  Oyako Ike Naga Ike Bosatsu Ike Jizo Ike Kikuno Ike Kuwai Ike Hotoke Ike Nyorai Ike Hyotan Ike och Misumi Ike.